# Chaetodoryx
Chaetodoryx is een geslacht van sponsdieren uit de klasse van de Demospongiae (gewone sponzen).

## Soorten
- Chaetodoryx insinuans (Topsent, 1936)
- Chaetodoryx richardi Topsent, 1927